# Руденко Андрон Пилипович
Руде́нко Андро́н Пили́пович, у нагородних документах — Андрі́й (нар. 8 жовтня 1919, Будо-Орловецька — пом. 23 лютого 2015, там само) — радянський український військовик, артилерист, учасник радянсько-фінської та німецько-радянської воєн, кавалер 4-х медалей «За відвагу». Почесний громадянин міста Городища.

## Біографія
Народився в селі Буда-Орловецька, нині Городищенського району Черкаської області, в селянській родині. Українець. Після здобуття початкової освіти працював у колгоспі.
До лав РСЧА призваний у 1939 році Петрівським РВК Київської області. Брав участь у радянсько-фінській війні 1939—1940 років. Учасник німецько-радянської війни з червня 1941 року. Потрапив у полон, але вирвався і повернувся у стрій.
Заряджаючий батареї 82-мм мінометів 37-го гвардійського кавалерійського полку 11-ї гвардійської кавалерійської дивізії 5-го гвардійського кавалерійського корпусу 2-го Українського фронту гвардії молодший сержант А. П. Руденко з боями пройшов фронтовими дорогами України, Молдови, Румунії, Угорщини, Австрії.
Після закінчення війни повернувся до рідного села. Трудився на різних роботах у колективному господарстві.

## Відзнаки та нагороди
- орден Б.Хмельницкого III ступеня (14.10.1999);
- Орден Вітчизняної війни 2-го ступеня (11.03.1985);
- Медаль «За відвагу» (19.11.1944);
- Медаль «За відвагу» (10.01.1945);
- Медаль «За відвагу» (15.02.1945);
- Медаль «За відвагу» (11.04.1945);
- Медаль «За перемогу над Німеччиною у Великій Вітчизняній війні 1941—1945 рр.»;
- Ювілейні медалі.
- Почесний громадянин міста Городище.